# Mesua
Mesua är ett släkte av tvåhjärtbladiga växter. Mesua ingår i familjen Calophyllaceae.

## Bildgalleri

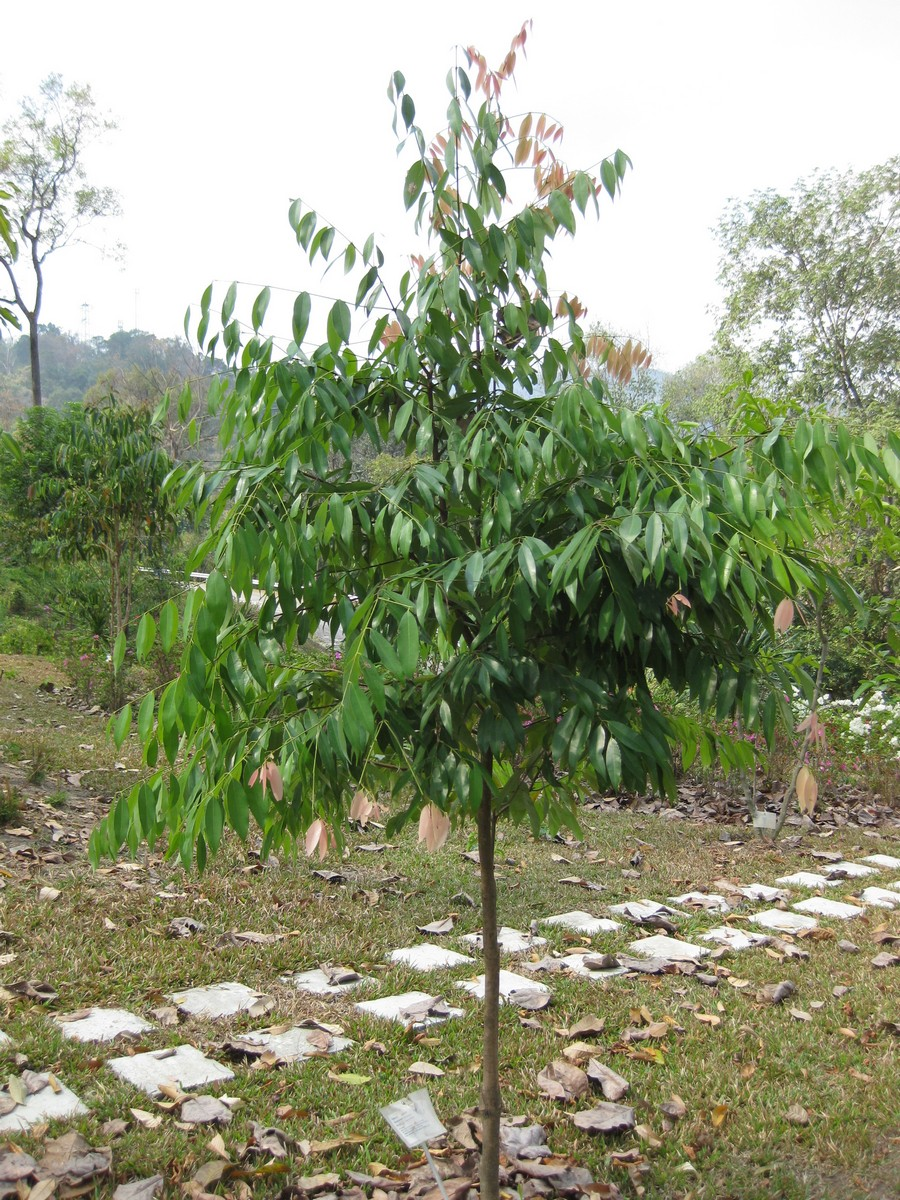
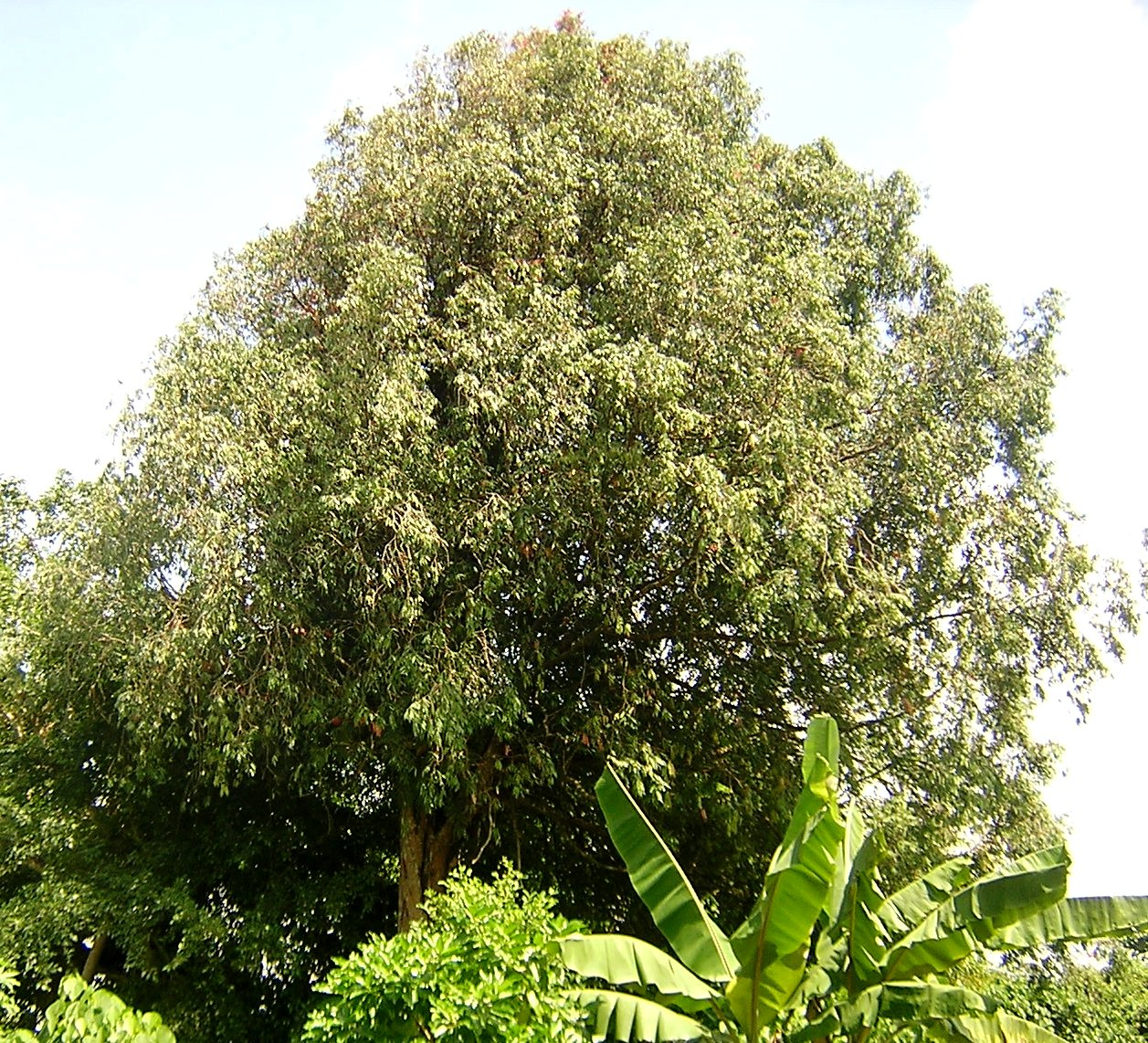

## Dottertaxa tillMesua, i alfabetisk ordning[1]
- Mesua assamica
- Mesua beccariana
- Mesua bilabiata
- Mesua borneensis
- Mesua calophylloides
- Mesua catharinae
- Mesua caudata
- Mesua clemensorum
- Mesua coriacea
- Mesua daphnifolia
- Mesua elegans
- Mesua elmeri
- Mesua eugeniifolia
- Mesua ferrea
- Mesua floribunda
- Mesua garciae
- Mesua grandis
- Mesua hexapetala
- Mesua kochummeniana
- Mesua korthalsiana
- Mesua kunstleri
- Mesua laevis
- Mesua lanceolata
- Mesua larnachiana
- Mesua lepidota
- Mesua macrantha
- Mesua macrocarpa
- Mesua macrophylla
- Mesua manii
- Mesua megalocarpa
- Mesua myrtifolia
- Mesua navesii
- Mesua nervosa
- Mesua nivenii
- Mesua nuda
- Mesua oblongifolia
- Mesua pacifica
- Mesua paludosa
- Mesua paniculata
- Mesua parviflora
- Mesua philippinensis
- Mesua planigemma
- Mesua pulchella
- Mesua purseglovei
- Mesua pustulata
- Mesua racemosa
- Mesua rivulorum
- Mesua rosea
- Mesua scalarinervosa
- Mesua stylosa
- Mesua sukoeana
- Mesua thwaitesii
- Mesua wrayi